# اوله بیشاف
اوله بیشاف (آلمانی: Ole Bischof؛ زادهٔ ۲۷ اوت ۱۹۷۹) جودوکار اهل آلمان است.
وی همچنین برندهٔ جوایزی همچون برگ بوی نقره‌ای شده‌است.
وی در مسابقات کشوری و بین‌المللی در مجموع برندهٔ ۲ مدال طلا، ۲ مدال نقره، ۲ مدال برنز شده‌است.